# Magnus Larsson
Magnus Larsson (nacido el 25 de marzo de 1970 en Olofström, Blekinge, Suecia) es un exjugador profesional de tenis.
Larsson llegó a profesional en 1989 y ganó su primer torneo de alto nivel de individuales en Florencia en 1990. Su primer torneo de dobles fue también en Florencia, en 1991. 
Algunos de los puntos más altos en la carrera de Larsson llegaron en 1994. Ganó ese año la Copa Grand Slam, venciendo al entonces n.º 1 del ranking Pete Sampras en la final a cuatro sets: 7-6, 4-6, 7-6, 6-4. Larsson también alcanzó las semifinales del torneo de Roland Garros. Asimismo tomó parte del equipo Sueco que ganó la Copa Davis, ganando sus dos encuentros de individuales en la final contra Yevgeni Káfelnikov y Alexander Volkov, ganando Suecia por 4-1 a Rusia.
En 1995, Larsson alcanzó su mejor puesto en el ranking, al ser el n.º 10 del mundo en individuales n.º 26 en dobles. Fue finalista en la final de dobles de Roland Garros ese años (haciendo pareja con Nicklas Kulti). Fue también parte del equipo Sueco que ganó la Copa Mundial por Equipos.
Larsson jugó nuevamente en la final de la Copa Davis en 1997. Nuevamente volvió a ganar sus dos encuentros de individuales, esta vez contra Pete Sampras y Michael Chang, terminando con un marcador de 5-0 sobre Estados Unidos.
Larsson ganó un total de 7 títulos de individuales y 6 de dobles durante su carrera. Su último título de dobles fue en 1998, cuando ganó en Båstad. Ganó su último título de individuales en 2000 en Memphis. Se retiró del tenis profesional en 2003.

## Finales de Grand Slam

### Finalista Dobles (1)
| Año  | Torneo        | Pareja        | Oponentes en la final       | Resultado      |
| 1995 | Roland Garros | Nicklas Kulti | Jacco Eltingh Paul Haarhuis | 7-6(3) 4-6 1-6 |

## Títulos (13; 7+6)

### Individuales (1)
| Leyenda                |
| Grand Slam (0)         |
| Tennis Masters Cup (0) |
| ATP Masters Series (0) |
| ATP Tour (7)           |

| n.º | Fecha                  | Torneo                 | Superficie    | Oponente en la final | Resultado          |
| --- | ---------------------- | ---------------------- | ------------- | -------------------- | ------------------ |
| 1.  | 11 de junio de 1990    | Florencia              | Tierra batida | Lawson Duncan        | 6-7, 7-5, 6-0      |
| 2.  | 2 de marzo de 1992     | Copenhague             | Moqueta       | Anders Järryd        | 6-4, 7-6           |
| 3.  | 27 de abril de 1992    | Múnich                 | Tierra batida | Petr Korda           | 6-4, 4-6, 6-1      |
| 4.  | 7 de marzo de 1994     | Zaragoza               | Moqueta       | Lars Rehmann         | 6-4, 6-4           |
| 5.  | 3 de octubre de 1994   | Toulouse               | Dura          | Jared Palmer         | 6-1, 6-3           |
| 6.  | 6 de diciembre de 1994 | Grand Slam Cup, Múnich | Moqueta       | Pete Sampras         | 7-6, 4-6, 7-6, 6-4 |
| 7.  | 14 de febrero de 2000  | Memphis                | Dura          | Byron Black          | 6-2, 1-6, 6-3      |

### Finalista en individuales (8)
- 1990: Bastad (pierde ante Richard Fromberg)
- 1994: Halle (pierde ante Michael Stich)
- 1994: Amberes (pierde ante Pete Sampras)
- 1995: Doha (pierde ante Stefan Edberg)
- 1995: Barcelona (pierde ante Thomas Muster)
- 1996: Toulouse (pierde ante Mark Philippoussis)
- 1998: Halle (pierde ante Yevgeni Káfelnikov)
- 2000: Copenhague (pierde ante Andreas Vinciguerra)

### Dobles (6)
| Leyenda                |
| Grand Slam (0)         |
| Tennis Masters Cup (0) |
| ATP Masters Series (1) |
| ATP Tour (5)           |

| n.º | Fecha | Torneo         | Superficie    | Pareja            | Oponentes en la final            | Resultado     |
| --- | ----- | -------------- | ------------- | ----------------- | -------------------------------- | ------------- |
| 1.  | 1991  | Florencia      | Tierra batida | Ola Jonsson       | Juan Carlos Baguena Carlos Costa | 3-6, 6-1, 6-1 |
| 2.  | 1992  | Copenhague     | Moqueta       | Nicklas Kulti     | Hendrik Jan Davids Libor Pimek   | 6-3, 6-4      |
| 3.  | 1994  | Montecarlo TMS | Tierra batida | Nicklas Kulti     | Yevgeni Káfelnikov Daniel Vacek  | 3-6, 7-6, 6-4 |
| 4.  | 1995  | Doha           | Dura          | Stefan Edberg     | Andrei Olhovskiy Jan Siemerink   | 7-6, 6-2      |
| 5.  | 1997  | Marsella       | Dura          | Thomas Enqvist    | Olivier Delaître Fabrice Santoro | 6-3, 6-4      |
| 6.  | 1998  | Båstad         | Tierra batida | Magnus Gustafsson | Lan Bale Piet Norval             | 6-4, 6-2      |